# 哨角

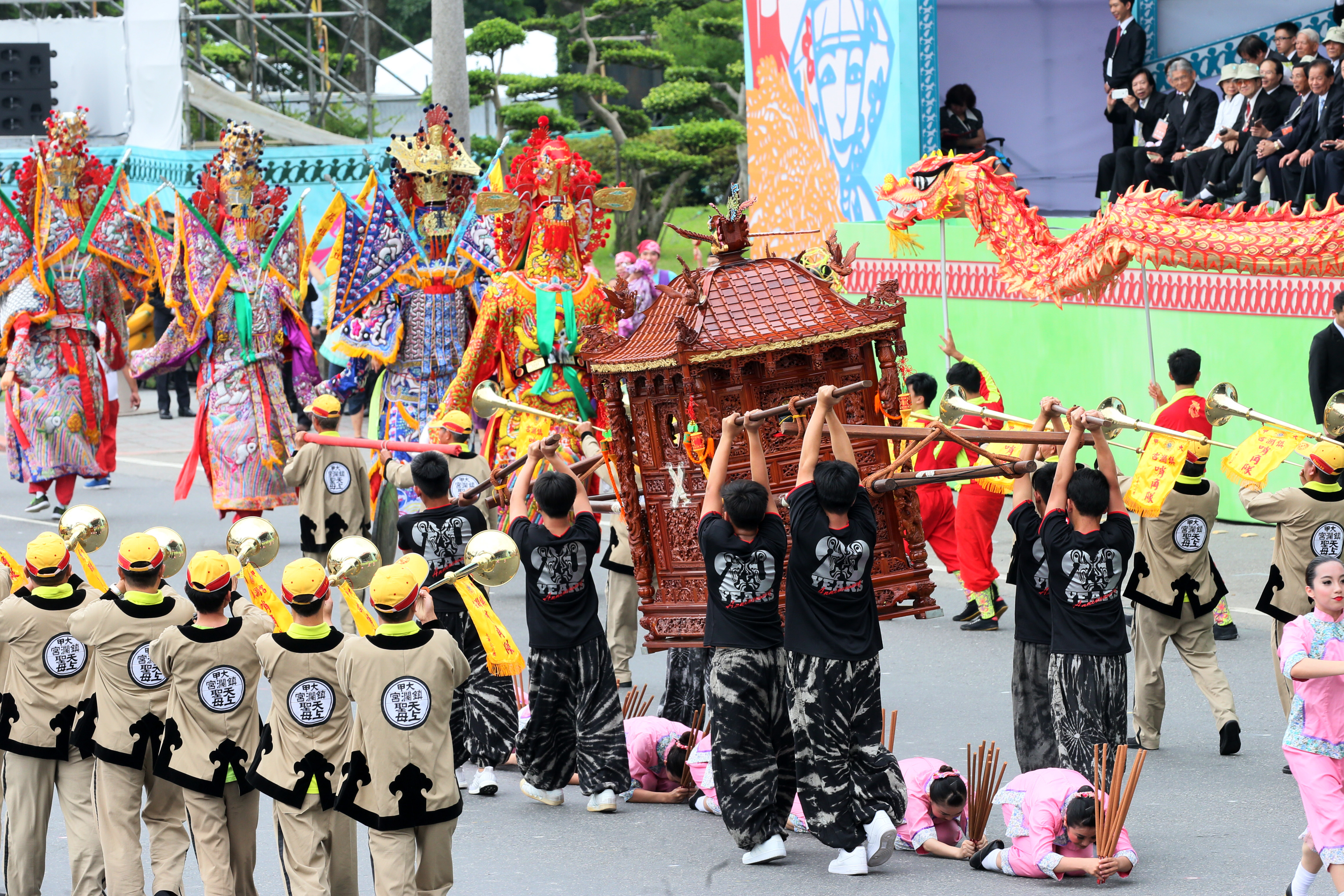
大甲鎮瀾宮的哨角隊在中華民國第14屆正副總統就職典禮上參與演出

哨角，是一種漢族傳統民俗銅管樂器，以黃銅製造，長4尺餘，可伸縮為兩節。種類分為直式與L型兩種，其中L型的哨角又稱為號頭 。

## 概述
哨角在廟會等民俗活動上是哨角隊使用的樂器，隊伍前方會有三面被稱為龍鳳旗的旗幟、兩面馬頭鑼開道，其餘前排為哨角手。參與活動的哨角數量必須是雙數。哨角在慶典時需跟隨鑼聲的指示吹奏，平常鑼聲單擊11下，達連續兩下時則吹奏哨角。隊伍遇墓地或喪家時則必須敲快鑼，吹響哨角則代表呼喚兵將近身保護、驅趕邪魔之意。